# One Piece - Avventura sulle isole volanti
One Piece - Avventura sulle isole volanti (ONE PIECE FILM STRONG WORLD?) è un film del 2009 diretto da Munehisa Sakai. È il decimo film anime ispirato alla serie manga ed anime One Piece di Eiichirō Oda. Prodotto dalla Toei Animation, fu distribuito nei cinema del Giappone il 12 dicembre 2009 dalla Toei Company. Il film ha come antagonista il malvagio capitano pirata Shiki che rapisce Nami per farne la sua navigatrice ed intende distruggere il Mare Orientale. Monkey D. Rufy ed il resto della ciurma di Cappello di Paglia devono impedire a Shiki di portare a termine i suoi piani.

## Trama
Il pirata Shiki, detto il "Leone d'Oro", usa i poteri del suo frutto del diavolo Fuwa Fuwa per distruggere le navi della marina e ammonire Monkey D. Garp e l'ammiraglio Sengoku. Su un'isola volante, Monkey D. Rufy è inseguito da un animale geneticamente potenziato. Il mostro è sopraffatto da alcuni suoi simili, prima che Rufy ne sconfigga un altro. Il resto della ciurma di Cappello di Paglia è stata divisa in vari gruppi: Sanji con Usop, Roronoa Zoro con TonyTony Chopper, Nico Robin con Franky e Brook, mentre Nami è insieme a Shiki e i suoi seguaci. Viene mostrato un breve flashback: alcuni giorni prima, la ciurma di Cappello di Paglia legge le notizie di un attacco al Mare Orientale. Rufy giura di proteggere il Mare Orientale, prima di vedere la nave di Shiki in aria. Nami avvisa Shiki di una tempesta in arrivo, e le due navi fuggono. Shiki quindi scende a incontrare Nami e le rivela i suoi poteri di far galleggiare qualsiasi oggetto inanimato dopo averlo toccato. Quindi il pirata si offre di portare la ciurma al Mare Orientale. Tuttavia, Shiki porta la Thousand Sunny sulle isole volanti, rapisce Nami e sparpaglia il resto della ciurma in varie parti dell'isola insieme alla nave.
Shiki chiede a Nami di diventare la sua navigatrice, ma lei rifiuta. Il suo scagnozzo Dr. Indigo gli mostra un uccello evoluto chiamato Billy, che può produrre energia elettrica, ma Shiki lo respinge dopo che il Dr. Indigo rimane fulminato. Il pirata rivela che il Dr. Indigo ha estratto dall'IQ, pianta presente sull'isola Merveille (メルヴィユ島?, Meruviyu Shima), un siero chiamato SIQ che, iniettato negli animali, altera il loro processo evolutivo e li rende più aggressivi. Nami protegge Billy, e l'uccello viene lasciato con lei quando Shiki e i suoi uomini se ne vanno. Nel frattempo, Sanji e Usopp combattono vari animali, mentre Sanji cerca Robin e Nami. Nel frattempo, Zoro e Chopper salvano una ragazzina, Xiao, e la riportano al suo villaggio, dove vengono informati sugli alberi presenti in tutto l'arcipelago, chiamati Daft Green. L'esposizione a lungo termine ad essi è velenosa per gli esseri umani, e la nonna della ragazzina si è ammalata per questo motivo. Xiao era alla ricerca della cura, che è la pianta IQ, ma Shiki le ha prese tutte per i suoi esperimenti. Sanji e Usop vengono a sapere anche che Shiki rapisce tutti gli uomini e le ragazze, portandoli al suo palazzo reale e lasciando il paese con solo i più giovani e i meno giovani, prima di incontrarsi con Zoro e Chopper.
Nami fugge con l'aiuto di Billy, e trova la Thousand Sunny insieme a Rufy. Il gruppo di Robin scopre che Shiki, dopo aver radunato sull'isola tutta la sua flotta, sta progettando di rilasciare gli animali dell'isola nel Mare Orientale per forzare la resa del governo mondiale, e che sta preparando una manifestazione contro un villaggio sull'isola volante per mostrare il loro potere. Nami e Rufy si riuniscono agli altri al villaggio, e vengono a sapere del piano di Shiki. Il pirata affronta e sconfigge la ciurma di Cappello di Paglia e offre a Nami di ritornare con lui, dicendole che in tal caso risparmierà il Mare Orientale. Dopo che Nami accetta e se ne va con Shiki, il gruppo di Robin arriva e si ricongiunge al resto della ciurma. Xiao dà loro un tone dial contenente il messaggio di addio di Nami, che fa arrabbiare Rufy.
Nel frattempo, Nami tenta di distruggere i Daft Green che proteggono il palazzo di Shiki, ma rimane avvelenata. Shiki la intrappola nei pressi dei Daft Green e se ne va per radunarsi con la sua flotta. Mentre Shiki accoglie i suoi alleati, la ciurma di Cappello di Paglia lancia un attacco preventivo contro di loro. Il gruppo riesce a sconfiggerli mentre Chopper e Usop sono assegnati alla ricerca di Nami. Nami viene trovata da Billy, che l'aiuta a distruggere le piante mentre arrivano Usop e Chopper. Chopper si rende conto ben presto che l'unico modo per salvare Nami è quello di trovare l'antidoto IQ, ma Shiki tenta di fermarli. Rufy impegna Shiki in un duello. I tre trovano il laboratorio dell'IQ, ma scoprono che il farmaco è in mano al Dr. Indigo. Zoro riesce a sconfiggere il Dr. Indigo, così Nami può prendere l'antidoto e ristabilirsi. Sanji e Brook, nel frattempo, assistono a un altro degli scagnozzi di Shiki, il gorilla Scarlet, che tenta di baciare Robin, così un infuriato Sanji sconfigge il gorilla.
Nami, Usop e Chopper ingannano Shiki facendogli riorientare la sua nave verso l'isola, costringendo la sua ciurma a fuggire. La ciurma di Cappello di Paglia circonda il palazzo con esplosivi. Shiki rifocalizza la sua attenzione su di loro, ma Rufy combina il Gear Third con un fulmine e lo colpisce, sconfiggendolo. La ciurma di Cappello di Paglia scappa con la Thousand Sunny, utilizzando la vela pirata di Shiki come paracadute. Rufy viene recuperato da Billy, mentre gli abitanti del villaggio volano via con le ali che hanno sulle braccia. I marine catturano i pirati in ritirata, tra cui Shiki. Mentre i marine assistono al ritorno in mare delle isole, ora libere dal potere di Shiki, individuano la Thousand Sunny. Tuttavia, la ciurma di Cappello di Paglia fugge. Rufy viene a sapere più tardi che il messaggio di Nami si concludeva con una richiesta di aiuto alla ciurma.

## Personaggi
Shiki
Shiki "il Leone d'oro" (金獅子のシキ?, Kinjishi no Shiki) soprannominato il "Pirata volante" (空飛ぶ海賊?, Sora Tobu Kaizoku) (il cui nome viene mutato in Kinjishi nella versione italiana dell'anime e del film), è l'antagonista principale del film, ed è famoso fra i pirati per essere il primo prigioniero ad essere scappato da Impel Down. Oda ha affermato che in realtà aveva in mente di inserirlo nella storia già dall'incontro fra Shanks e Barbabianca, ma, in seguito, cambiò idea per evitare di confondere i lettori e così venne solo nominato da Sengoku dialogando con Monkey D. Garp. Anche se aveva già l'idea di un pirata forte come Gol D. Roger, Oda pensava di inserirlo nel manga piuttosto che farne il personaggio di un film.
I suoi capelli dorati assomigliano a una folta criniera, e sulla testa si trova ciò che rimane del timone della sua nave, incastratosi in un incidente durante la furia della battaglia di Ed Waugh. Nel corso dei vent'anni trascorsi dall'epoca di Gol D. Roger a quella del viaggio di Rufy, il suo aspetto è rimasto pressoché invariato, a parte il diradamento dei capelli al vertice dello scalpo e la comparsa di rughe e di macchie violacee sulla parte sinistra del viso, a testimonianza dell'avanzare dell'età. In sostituzione delle gambe che si tagliò per evadere da Impel Down, Shiki ha le sue spade personali come protesi. Comanda una grande flotta di pirati, con almeno 50 divisioni.
Shiki è solito sorridere anche in situazioni negative, come quando il timone gli si è conficcato in testa, quando si è dovuto tagliare le gambe o quando ha perso metà della sua flotta in una battaglia contro Gol D. Roger. Sembra essere anche piuttosto distratto, difatti scambia spesso ciò che gli sta intorno per altre cose: per esempio, scambia una nuvola per una tigre o Scarlet per sua madre o sua nonna; questa sua caratteristica potrebbe però essere dovuta al timone che gli si è incastrato in testa. I tre si comportano spesso come un gruppo comico, inscenando anche varie gag. Infine, Shiki ha dimostrato di saper essere molto spietato, come quando ha massacrato decine di marine a Marineford, quando ha ucciso alcuni dei suoi subordinati per futili ragioni e quando ha ordinato di distruggere il villaggio dell'arcipelago Merveille solo per dimostrare la potenza degli animali mutanti ai suoi alleati.
Due anni prima che Gol D. Roger raggiungesse l'isola di Raftel, Shiki venne a sapere che Roger sapeva dove era collocata un'Arma ancestrale. Sfruttando la cosa, chiese a Roger di unirsi a lui, credendo che le loro flotte unite e l'arma di Roger potessero donare loro un potere talmente grande da permettergli di dominare il mondo. Roger, però, si dichiarò non interessato, asserendo, piuttosto, che amava la libertà, senza la quale essere un pirata non avrebbe valore. Dal netto rifiuto del futuro Re dei pirati scaturì una grande battaglia fra la ciurma di Roger e la flotta di Shiki che, negli anni a venire sarebbe divenuta leggendaria. Grazie all'arrivo di una tempesta improvvisa, Shiki perse metà della sua flotta e in un incidente si vide il timone della sua nave incastrato in testa. Dopo aver saputo che Roger era stato catturato, Shiki si recò subito a Marineford da solo, scontrandosi con una moltitudine di Marines. Trovatosi davanti l'ammiraglio Sengoku il Buddha e il viceammiraglio Monkey D. Garp, Shiki reclamò il diritto di uccidere con le sue mani il rivale, ritenendo che l'essere giustiziato dalla Marina fosse un disonore per un uomo come Roger. Sengoku, tuttavia, lo avvisò dell'imminente esecuzione dell'uomo nella sua città natale, a Rogue Town, nel Mare Orientale e che non avrebbero mai più avuto modo di confrontarsi. Il Leone d'Oro si lamentò che "la leggenda del Re dei Pirati" si sarebbe conclusa nel più ignobile dei mari e per tutta risposta, Garp ribatté che il Mare orientale era un esempio di pace. Sfuriò così una battaglia tra i due Marine e il pirata, con risultato la sconfitta e l'arresto di quest'ultimo che venne portato ed imprigionato così ad Impel Down.
Due anni dopo, Shiki fu il primo prigioniero ad evadere dalla grande prigione. Per farlo dovette, però, sacrificare entrambe le gambe imprigionate dalle manette di agalmatolite, per poi rimpiazzarle con le sue spade usandole come protesi. Successivamente, Shiki, dopo aver proposto un'alleanza a Barbabianca ed aver ottenuto un rifiuto, si stabilì sull'Isola Merveille (メルヴィユ島?, Meruviyu Shima), sulla Rotta Maggiore, dove condusse sperimentazioni su piante ed animali con l'aiuto del Dr. Indigo, facendo perdere le sue tracce per oltre vent'anni per mettere a punto un siero, chiamato SIQ, con il quale far evolvere gli animali dell'isola Merveille e creare così un esercito di animali mutanti da sfruttare per i suoi piani di conquista del mondo.
Shiki era uno dei pirati più pericolosi del suo tempo, considerato allo stesso livello di Gol D. Roger e Barbabianca: per poterlo catturare Sengoku e Monkey D. Garp hanno dovuto combattere insieme e dal loro scontro Marineford uscì semidistrutta. Possedeva grandi abilità come spadaccino e fu in grado di uccidere una grande quantità di marine prima di essere catturato dal Governo mondiale: le sue armi sono le due spade Outou (桜十? Dieci Ciliegi) e Kogarashi (木枯し? Vento d'Inverno), che è in grado di usare egregiamente e con cui è capace di scagliare fendenti a distanza. Una volta catturato, fu trasferito nel Livello 6 di Impel Down vista la sua pericolosità.
Shiki ha ingerito il frutto Paramisha Fuwa Fuwa, che gli permette di far levitare e di controllare a suo piacimento qualsiasi cosa egli tocchi con le sue mani, purché sia composta da materia inanimata, le sue capacità non funzionano sugli esseri viventi eccetto se stesso. Secondo le parole di Shiki, ciò che viene fatto levitare può tornare a terra solo per volontà di Shiki stesso, oppure se egli perde i sensi.
Dottor Indigo
Dottor Indigo (Dr.インディゴ?, Dokutā Indigo) è lo scienziato al servizio di Shiki, nonché suo braccio destro. Egli è un uomo abbastanza grosso, molto somigliante a un mimo. Il suo corpo è simile ad un matraccio con arti sottili e il petto muscoloso. Spesso si comporta come un mimo per spiegare le cose alle altre persone, salvo mettersi improvvisamente a parlare. Indigo in battaglia riesce a manipolare e lanciare dalle mani delle sostanze chimiche che somigliano a sfere di fuoco fatuo altamente esplosive, che lui chiama Chimica Juggling (ケミカルジャグリング?, Kemikaru Jaguringu). La massima espressione di questa abilità è chiamata Mass Juggling (マスジャグリング?, Masu Jaguringu), con cui concentra le sostanze chimiche in un enorme fuoco fatuo, rendendo la tecnica più efficace, ma restando vulnerabile ai colpi poiché la tecnica ha bisogno di tempo per caricarsi. È lui ad aver estratto il SIQ, il farmaco che evolve gli animali. Viene facilmente sconfitto da Zoro con la tecnica Ashura.
Scarlet
Scarlet (スカーレット?, Sukāretto) è un subalterno di Shiki. Egli è un grande gorilla dal pelo rosso. Ha un grosso busto e braccia possenti che scendono quasi fino in terra con mani grandi. Le sue gambe, in confronto, sono piuttosto piccole. Ha grandi zanne e gli occhi sono di solito nascosti da un paio di piccoli occhiali tondi. Di lui si conosce molto poco ma viene apostrofato da alcuni personaggi come un "gorilla pervertito" infatti cattura Robin e tenta di baciarla ma verrà sconfitto da Sanji. Ama unirsi alle scenette di Indigo e di Shiki, ridendo e scherzando con loro ed assumendo strane posizioni.
Kitajima
Kitajima (キタジマ?, Kitajima) è un pirata uomo-pesce, membro della flotta di Shiki, nella versione originale è doppiato dal campione di nuoto Kōsuke Kitajima mentre la voce in italiano è di Alessandro Zurla.
Animali evoluti
Gli animali evoluti sono animali geneticamente modificati tramite il SIQ dal Dr. Indigo per conto di Shiki, affinché egli possa realizzare il suo piano di portare "l'inferno sulla terra". Alcuni di essi appaiono anche a Little East Blue.
Xiao
Xiao (シャオ?, Shao) è una ragazzina del villaggio.

## Produzione
Oda supervisionò personalmente la produzione del film, creandone il soggetto originale e oltre 120 pagine di bozzetti. Inoltre, mise il proprio nome nei titoli di testa per indicare il suo desiderio di un film che fosse diverso dai nove precedenti. Il regista del film è Munehisa Sakai, che aveva diretto anche la serie televisiva. La rock band giapponese Mr. Children eseguì la canzone dei titoli di coda del film, "Fanfare". Oda offrì loro personalmente l'opportunità.

## Distribuzione
Il 12 dicembre 2009, One Piece - Avventura sulle isole volanti uscì su 188 schermi in tutto il Giappone. Per confronto, Ponyo sulla scogliera stabilì il record di schermi per un film nazionale a 481 nel luglio 2008, e Harry Potter e il principe mezzosangue debuttò in Giappone nel luglio 2009 su 844 schermi.
Il primo milione e mezzo di spettatori ricevette il "volume 0" della serie manga One Piece, contenente una storia prequel che racconta gli eventi accaduti vent'anni prima di quelli del film, così come i materiali che Oda aveva creato per la produzione del film. Dopo il successo del film nel suo primo fine settimana di proiezione, la Toei decise di estendere l'offerta del manga di un altro milione di copie.
Il combo pack Blu-ray Disc + DVD del film è uscito in Giappone il 27 agosto 2010.
Il film è stato concesso in licenza in America del Nord, insieme alla quinta stagione di One Piece, dalla Funimation. La Funimation ha annunciato il 3 luglio 2013 all'Anime Expo che One Piece - Avventura sulle isole volanti sarebbe stato distribuito negli Stati Uniti direct-to-video il 19 novembre 2013. L'uscita della Zona 1 omette la canzone "Fanfare" a causa di problemi di diritti, anche se è menzionata nei titoli di coda. Sia il BD che il DVD iniziano con un disclaimer che spiega la rimozione della canzone.
Il film è uscito in Francia il 24 agosto 2011. È stato il primo film di One Piece ad essere stato distribuito nei cinema francesi.
In Italia il film è stato inizialmente proiettato in anteprima il 12 dicembre 2011 all'UCI di Campi Bisenzio nella versione originale sottotitolata in italiano, grazie alla collaborazione tra NiMI J.EX, Toei Animation e UCI Cinemas. È stato poi trasmesso su Italia 2 doppiato in italiano dal 9 all'11 giugno 2014, diviso in sei parti.

### Data di uscita
Le date di uscita internazionali sono state:
- 12 dicembre 2009 in Giappone
- 30 gennaio 2010 in Taiwan
- 11 febbraio in Corea del Sud
- 24 ottobre in Thailandia
- 24 agosto 2011 in Francia (One Piece: Strong World)
- 20 ottobre 2012 in Germania
- 19 novembre 2013 negli Stati Uniti

### Edizione italiana
Il doppiaggio italiano è stato eseguito dalla Merak Film ed è a cura di Sergio Romanò. I nomi di personaggi e tecniche sono quindi quelli dell'edizione italiana dell'anime, così come le censure.

## Accoglienza
Nel suo primo weekend di proiezione, il film incassò circa 11.700.000 dollari, superando così i weekend di apertura sia di Ponyo sulla scogliera, che aveva incassato circa 11.550.000 dollari, sia di Harry Potter e il principe mezzosangue, che ne aveva incassati circa 11.200.000. Il film superò in un weekend anche l'incasso totale del suo predecessore, One Piece: Il miracolo dei ciliegi in fiore. Anime News Network attribuì parte di questo successo, che include un primo posto al box office giapponese e un quarto posto a quello internazionale per il periodo di tempo dall'11 al 14 dicembre, alla distribuzione del manga "Volume 0" da parte della Toei.
Durante il fine settimana del 19 e 20 dicembre, il film salì in cima alla classifica del botteghino giapponese per la seconda volta di fila e, con 22.500.000 dollari incassati nei primi otto giorni di proiezione, stabilì un nuovo record di società per la Toei, battendo Aibō the Movie, detentore del record dal 2008, che ebbe bisogno di altri due giorni per raggiungere lo stesso importo e, infine, raggiunse un incasso complessivo di 50 milioni di dollari, una somma che la Toei si aspettava di superare di 7 milioni.
Nella sua terza settimana, il film scese al terzo posto del botteghino giapponese secondo Kogyo Tsushinsha, e al 4º posto nelle classifiche di Variety e Rentrak Theatrical. Visibile su 193 schermi, aumentò il suo incasso totale di 2.576.258 dollari raggiungendo un totale di 32.238.129 dollari. Nella sua quarta settimana scese al quarto posto, incassando altri 2.611.102 dollari, per un nuovo totale di 39.439.879 dollari. Il film rimase in quarta posizione durante la sua quinta settimana, guadagnando altri 1.753.517 dollari per un nuovo totale di 44.506.849 dollari. Cadendo al sesto posto la sua sesta settimana, il film incassò altri 1.063.584 dollari, aumentando il suo totale a 47.918.186 dollari, prima di cadere fuori dalla Top 10 la settimana seguente. L'incasso totale al termine delle proiezioni fu di 49.199.136 dollari.

## Promozione
Un teaser trailer in inglese di 45 secondi venne proiettato al Tokyo International Anime Fair nel marzo 2009 e successivamente inserito sul sito ufficiale del film intorno a luglio 2009. Il sito pubblicò un trailer di 96 secondi l'8 agosto 2009. Altre scene del film furono proiettate Jump Super Anime Tour del 2009 e successivamente pubblicate sul sito web del Weekly Shōnen Jump, la rivista antologica della Shūeisha che pubblica il manga di One Piece fin dall'inizio.
Nel numero 49 del Weekly Shōnen Jump, la rivista annunciò che avrebbe pubblicato il prequel alla storia del film, raffigurante un confronto tra il re dei pirati Gol D. Roger e Shiki il Leone d'Oro, che il primo milione e mezzo di spettatori giapponesi avrebbe ricevuto in forma di "volume 0" del manga, nel numero 53, e che tale capitolo sarebbe poi stato animato. Gli episodi 426-429 dell'anime televisivo di One Piece formarono una sotto-saga di episodi speciali raffiguranti un preludio agli eventi del film.
Per commemorare l'uscita del 56º volume di One Piece, il 4 dicembre 2009, quasi una settimana prima dell'uscita del film, l'edizione del venerdì mattina del principale quotidiano giapponese Asahi Shimbun conteneva nove pagine che mostravano i personaggi di One Piece e pubblicizzavano il Weekly Shōnen Jump. Il 10 dicembre 2009, due giorni prima dell'uscita del film, la rivista di moda della Shueisha Men's Non-No pubblicò il suo numero di gennaio con la copertina ornata da un Rufy disegnato da Oda con un look dello stilista Shinichi "Miter" Mita, che segnò non solo la prima volta che Oda disegnava la copertina per una rivista non-manga, ma anche la prima volta che un personaggio dei manga era apparso sulla copertina della ventiquattrenne rivista. Le prime otto pagine della rivista erano occupate da fotografie di modelli, simili a Rufy, Robin, Nami, Zoro e Sanji, vestiti in tema marinaro e di mare piratesco. Inoltre, il numero conteneva interviste con Oda e Kōsuke Kitajima.
Le promozioni che circondarono il film incrementarono le vendite del manga di One Piece durante la settimana dal 7 al 13 dicembre, cosicché tutti i 56 volumi pubblicati fino ad allora furono inclusi nel grafico della Oricon sui 200 manga più venduti della settimana.

## Altri media
Tatsuya Hamazaki adattò la storia del film in una light novel di 208 pagine, pubblicata il 14 dicembre 2009. Un libro d'arte sul film, composto di 120 pagine A4 e pubblicato il 18 dicembre 2009, entrò al 21º posto nella classifica settimanale delle vendite di fumetti giapponesi con 42 076 copie vendute.